# 4Q120

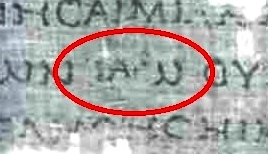
El Nom Diví al vers 27

El manuscrit 4Q120 (també pap4QLXXLevb; VH 46; Rahlfs 802; LDAB 3452) és un manuscrit de la Septuaginta (LXX) del llibre bíblic de Levític, que es troba a Qumran. Els Rahlfs-No. és el 802. Paleoegràficament data del segle i aC. Actualment, el manuscrit es troba al Museu Rockefeller de Jerusalem.

## Descripció
Aquest desplaçament està en un estat molt fragmentat. Avui consta de 97 fragments. A banda de les menors variants, el principal interès del text rau en l'ús del Ιαω per traduir el tetragrammató en Levític 3:12 (frg. 6) i 4:27 (fr. 20).
Text segons A. R. Meyer:
| « | Lev 4:27 [αφεθησεται ]αυτωι εαν[ δε ψυχη μια] [αμαρτ]η[ι α]κουσιως εκ[ του λαου της] [γης ]εν τωι ποιησαι μιαν απ[ο πασων] των εντολων ιαω ου πο[ιηθησε]:220 Lev 3:12–13 [τωι ιαω] 12 εαν δ[ε απο των αιγων] [το δωρ]ον αυτο[υ και προσαξει εν] [αντι ι]αω 13 και ε[πιθησει τας χει]:221 | » |